# SK L/45 38釐米艦砲
SK L/45 38釐米艦砲「Max」，或暱稱為「Langer Max」（直譯為「長麥克斯」）是一款德國的長程艦砲，不過於第一次世界大戰期間主要以岸防砲或鐵道炮的形式服役於德軍。雖然原先設計為艦砲，但由於裝備本炮的戰艦建造時程被推遲，而且德軍意識到這門炮的巨大口徑將能在西線戰場上發揮作用，因此便將本炮改裝為陸基火炮。
第一批SK L/45 38釐米艦砲於1915年2月被裝載於凡爾登的固定炮兵陣地內，然而由於本炮尺寸巨大，建造能承載其重量與後座力的水泥基座相當耗時，因此本炮稍後又被改裝為鐵道炮以增加機動性。本炮後來的衍生版本參與了1918年的春季攻勢與第二次馬恩河戰役。
1918年10月16日，比利時軍隊在庫克拉勒俘獲一門SK L/45 38釐米砲；另有七門倖存的火砲於1921年至1922年間被銷毀。

## 設計

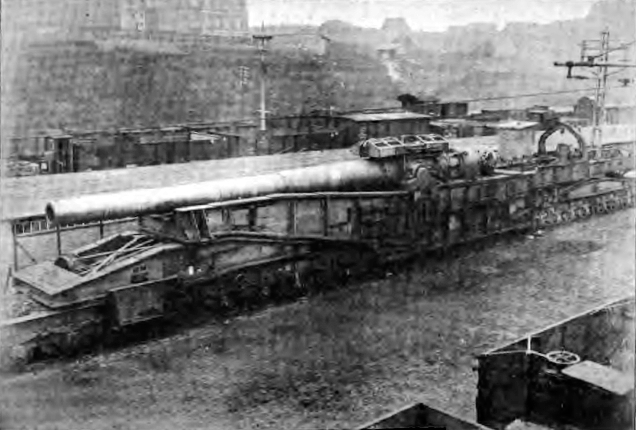
移動中的SK L/45。彈藥吊籃可見於主砲後方。

SK L/45 38釐米艦砲原先設計為巴伐利亞級戰艦的主要武裝，但稍後主要以陸基火炮的形式出現；本炮通常被部署在固定水泥炮座（Anschiessgerüst）或半活動式炮座（Bettungsgerüst）上，而不論是哪種炮座，建造時間都可能花上數週甚至數個月。陸基版本的SK L/45有一項與海軍艦砲相當顯著的區別，那就是在砲耳前方設有一組巨大的摺疊配重塊，用以抵銷炮膛的重量。雖然這種設計十分笨重，但要比加裝可達同樣效果的平衡器來得更簡單。配重塊在運輸時會摺疊起來以降低砲身高度。
為了達到增強機動性與更易部署的目標，克魯伯於1917年底以自薩克森號戰艦與符騰堡號戰艦上卸下的艦砲為基礎設計了一款鐵路發射載台（Eisenbahn und Bettungsgerüst - E. u. B.）。這款載台可供火炮在鐵路上的任何一個區段發射，也可暫時成為固定火力平台。E. u. B.使用了托架與滾動式後座力系統來吸收艦砲發射時的巨大後座力。載台上的火砲僅可左右移動2°，若要射擊超出此射界的目標，則整部列車都要跟著移動。火砲僅能在炮身完全水平的狀況下進行裝填，因此每射擊一次均要重新瞄準。鐵道射擊的一項問題就是火炮最大仰角僅能上升至18° 30'，超過此一高度，炮膛的後座行程便會與地面相撞，進而造成毀損；這導致列車載台上的火砲僅有22.2公里的最大射程。本炮的運輸列車後來也被使用在知名的巴黎炮上。部分艦砲也被編入位於佔領區內的奧斯滕德的波美拉尼亞砲兵連與德國炮兵連中。
本炮的第一座陸基炮座採用水泥建造，費時數個月才完工。德軍於1917年冬季至1918年初在西部戰線上建造了許多炮座，以為即將到來的春季攻勢做準備。自1918年5月起，德軍開始以數量不詳的金屬托架（Bettung mit Eisenunterbau）取代部分水泥炮座以縮短建造時間。金屬托架包含一具中央旋轉平台、主托架以及兩具用於組裝射擊炮座所必須的構台起重機輔助滑軌，同時還有一組外環軌道用以運送彈藥。中央旋轉平台在其中一個軸心上設有滑軌。要將火炮安裝於E. u. B.上僅需將火砲置於發射平台中央，抬起砲身，移除平板車廂，將平台90°水平旋轉後再將炮身固定在平台上即可。

## 彈藥

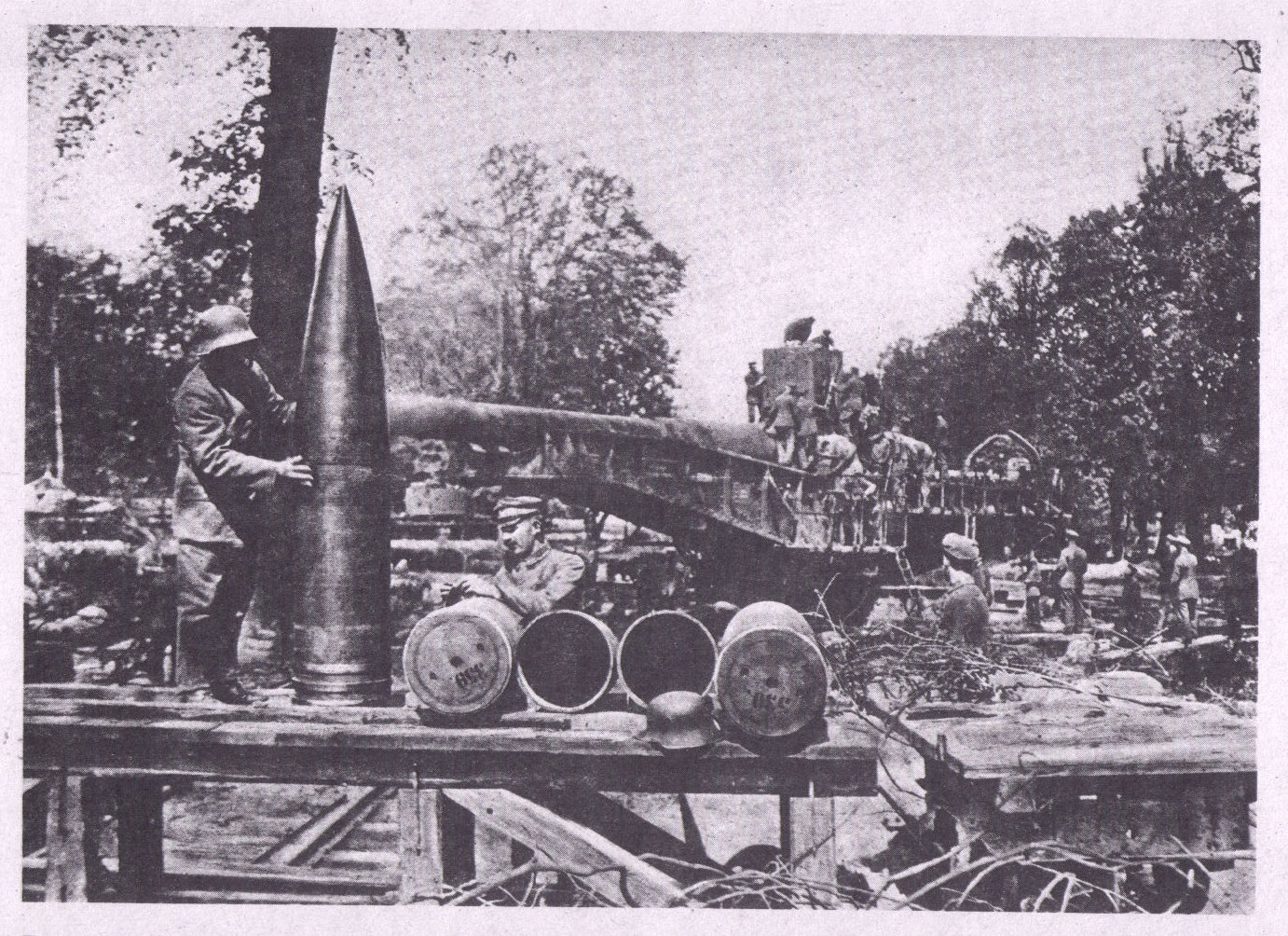
380毫米炮彈。

當採用滾動炮架時，最後一節平板車廂後方會再加裝一段平台以利炮膛後方的彈藥車將炮彈運至填彈車上；填彈車接著會將炮彈載運至炮膛後方以利裝填。在固定炮架的射擊模式下，這段平台會被移除，彈藥則會以吊籃自在外環軌道上的彈藥車吊起，再裝載至填彈車上。據估計將炮彈填入炮膛的作業就需要十二人才能完成。依據德國海軍彈藥系統，本炮炮彈的彈藥底火會被儲存於一金屬彈殼中，最先裝填的引信則會包裹在一絲質袋子中。本炮最遠的射擊紀錄是於1917年至1918年間在轟炸敦克爾克的行動中，由駐紮於法蘭德斯的波美拉米亞炮兵連創下的，最遠射程達44公里。

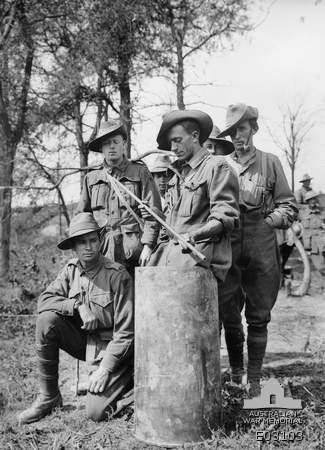
澳洲軍隊與繳獲的砲彈彈殼，1918年8月攝於許尼奧勒附近。

| 彈藥種類（名稱）                                                    | 重量              | 裝藥重量            | 炮口初速                       | 射程                 |
| ------------------------------------------------------------------- | ----------------- | ------------------- | ------------------------------ | -------------------- |
| 彈底引信高爆彈 (Sprenggranate L/4.1 m. Bdz.)                        | 750 kg (1,650 lb) | 67 kg (148 lb) (HE) | 800 m/s (2,600 ft/s)           | 34,200 m (37,400 yd) |
| 風帽彈底引信高爆彈 (Sprenggranate L/5.4 m. Bdz. (mit Haube))        | 743 kg (1,638 lb) | 62 kg (137 lb) (HE) | 800–890 m/s (2,600–2,900 ft/s) | 38,700 m (42,300 yd) |
| 榴霰彈 (Stschr L/3.4)                                               | 750 kg (1,650 lb) | 6.7 kg (15 lb) (HE) | unknown                        | 22,600 m (24,700 yd) |
| 風帽輕量化彈底引信高爆彈 (leichte Sprgr m. Bdz. u. Kz. (mit Haube)) | 400 kg (880 lb)   | 31 kg (68 lb) (HE)  | 1,040 m/s (3,400 ft/s)         | 47,500 m (51,900 yd) |
| 風帽高爆彈 (Sprenggranate L/4.4 (mit Haube))                        | 不詳              | 不詳                | 不詳                           | 55,000 m (60,000 yd) |

## 作戰歷史
SK L/45 38釐米艦砲在西線戰場上被用作重型攻城火炮，其中兩門炮的第一輪齊射揭開了凡爾登戰役前德軍大轟炸的序幕。
僅有一門火砲被移交予陸軍的第1015薩克森炮兵連（Sächsische Batterie）。該單位自1918年7月15日起從位於貝聚聖日耳曼的炮兵陣地發射了141發砲彈。海軍則仍擁有多數火炮，並以之為陸軍提供岸轟支援。三門火砲參與了1918年的春季攻勢，另有兩門在第二次馬恩河戰役中對法軍實施了猛烈的轟炸。1918年11月間，比利時陸軍在布魯塞爾西邊的一處火車站內發現了一門SK L/45 38釐米艦砲，但餘下的七門在停戰協議生效前已被德軍撤走。稍後於1921年至1922年間，餘下的七門火砲均被盟軍聯合軍事控制委員會（Military Inter-Allied Commission of Control）銷毀。比利時軍隊將其俘獲的火砲於1924年售予法國；該門炮於1940年法國投降時再次被德軍俘虜，但沒有跡證顯示德軍有在任何戰役中使用該門炮。其中一門炮在1918年8月18日的一場戰鬥中被澳洲軍隊俘虜；稍後在澳洲陸軍上將約翰·莫納什的授意下被移往亞眠安置。

## 註記
1. ↑  在德意志帝國海軍的命名法則內，加註有「SK」（德語：Schnelladekanone）字樣的火砲表示其為速射砲，而「L/45」則表示炮管長度為45倍徑，意即該砲管的長度是口徑的45倍。

## 腳註
1. ↑  François, pp. 15-19
2. ↑  Miller, p. 516
3. ↑  Miller, pp. 514, 517
4. ↑  François, pp. 18-19
5. ↑  François, p. 19
6. ↑  Miller, p. 517
7. ↑  Miller, pp. 517–18
8. 1 2  François, p. 22
9. ↑  François, p. 14
10. ↑  François, pp. 20, 47
11. ↑  François, p. 21

## 外部連結
- Nav weaps page
- 38 cm Max at Les Canons de l'Apocalypse (in French)（页面存档备份，存于）
- Lange Max Museum in Koekelare, Belgium（页面存档备份，存于）